# Microrégion d'Itaguaí
La microrégion de Santa Maria Madalena est une des microrégions de l'État de Rio de Janeiro appartenant à la mésorégion Métropolitaine de Rio de Janeiro. Elle couvre une aire de 908 km2 pour une population de 216 985 habitants (IBGE 2009) et est divisée en trois municipalités.

## Microrégions limitrophes
- Baie d'Ilha Grande
- Rio de Janeiro
- Vallée do Paraíba Fluminense
- Vassouras

## Municipalités[1]
- Itaguaí
- Mangaratiba
- Seropédica